# Manchester Opera House

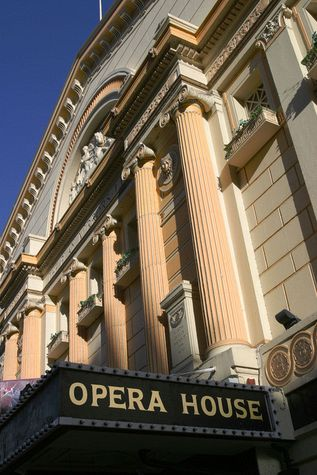
Manchester Opera House, Außenansicht

Das Manchester Opera House ist ein Theater- und Opernhaus in Manchester im Nordwesten von England. 
Es gehört zusammen mit dem Palace Theatre zu den wichtigsten Kultureinrichtungen der Stadt und steht auf der Statutory List of Buildings of Special Architectural or Historic Interest, der Denkmalliste des Vereinigten Königreichs. Das Manchester Opera House wurde am Boxing Day 1912 eröffnet, seither finden regelmäßig Opern-, Ballett- und Musical-Aufführungen statt. Das Gebäude verfügt über 1.920 Sitze und war 1958 Ort der Europapremiere des Musicals West Side Story.